# Autovía Pirenaica
La autovía Pirenaica o A-26 es una vía de transporte por carretera de alta capacidad pensada para dar salida al tráfico que desde los Pirineos orientales se trasladen al litoral mediterráneo nororiental y hacia Francia y viceversa. Se trata, pues, en su concepción de una autovía de ámbito regional aunque pertenezca a la Red de Carreteras del Estado. El tramo construido actualmente va desde el enlace de la N-260 y la C-26 a la altura de Olot y llega hasta Besalú, en el enlace con la C-66 en dirección a Gerona. Desde Besalú hasta Figueras está en proyecto. Los kilómetros totales desde Olot hasta Llansá son 87,4, de los 22,2 abiertos hasta hoy.
El tramo abierto hasta ahora se hizo en 3 fases: La primera (Olot - San Jaime de Llierca) de 10 km de longitud se abrió en 2003. La segunda (San Jaime de Llierca - Argelaguer) de 6 km de longitud, se abrió el 22 de diciembre de 2005. La tercera (Argelaguer - Besalú) se abrió en el verano de 2007.
Con posterioridad a su concepción se han realizado varias propuestas, en principio aceptadas por el gobierno, para construir a medio, largo plazo la prolongación de la autovía desde Figueras hasta Llansá, en la Costa Brava Norte, así como se ha estudiado la posibilidad de su prolongación hacia el oeste hasta Ripoll en 31 km o algo más allá hasta Campdevánol.

## Tramos
| Denominación | Tramo                       | Kilómetros | Año servicio / Estado (2025)                                                    |
| ------------ | --------------------------- | ---------- | ------------------------------------------------------------------------------- |
|              | Ripoll - Enlace con la C-38 | 14+/-      | Estudio informativo                                                             |
|              | Enlace con la C-38 - Olot   | 22,2       | Estudio informativo aprobado (aprobada DIA y pendiente licitación del proyecto) |
| A-26         | Olot - Montagut             | 10         | 2003                                                                            |
| A-26         | Montagut - Argelaguer       | 7,3        | 2005                                                                            |
| A-26         | Argelaguer - Besalú         | 4,9        | 2007                                                                            |
|              | Besalú - Cabanellas         | 9,3        | Proyecto caducado (pendiente actualización nuevo proyecto)                      |
|              | Cabanellas - Figueras       | 9,7        | Proyecto caducado (pendiente actualización nuevo proyecto)                      |
|              | Figueras - Llansá           | 10+/-      | Estudio informativo (solo duplicación carretera)                                |
|              | Llansá - Frontera Francesa  | -          | Pendiente de nuevo Estudio informativo                                          |

## Salidas
| Velocidad | Esquema | Salida | Sentido Figueras                                        | Sentido Ripoll                                                                   | Carretera           |
| --------- | ------- | ------ | ------------------------------------------------------- | -------------------------------------------------------------------------------- | ------------------- |
|           |         |        | A-26 Comienzo de la autovía del Eje Pirenaico           | N-260 Fin de la autovía del Eje Pirenaico                                        |                     |
|           |         |        | Besalú 22 Figueras 46                                   | Ripoll 30 Puigcerdá 97                                                           | A-26 N-260          |
|           |         | 84     |                                                         | Olot (norte) N-260 San Juan les Fonts La Vall de Bianya Ripoll - Camprodón       | N-260 C-26          |
|           |         |        | río Fluviá                                              | río Fluviá                                                                       |                     |
|           |         | 81     | Olot (este) Polígono Industrial San Juan les Fonts      | Olot (este) Polígono Industrial San Juan les Fonts                               | N-260z              |
|           |         | 79     | Castellfullit de la Roca San Juan les Fonts (est)       | Castellfullit de la Roca San Juan les Fonts (est)                                | N-260z              |
|           |         |        | Túnel de Mont-ros (1076 m)                              | Túnel de Mont-ros (1073 m)                                                       |                     |
|           |         |        | río Fluviá                                              | río Fluviá                                                                       |                     |
|           |         | 75     | Montagut y Oix San Jaime de Llierca Polígono Industrial | Montagut y Oix San Jaime de Llierca Polígono Industrial Castellfullit de la Roca | GI-P-5233 N-260z    |
|           |         |        | Túnel de San Jaime (300 m)                              | Túnel de San Jaime (300 m)                                                       |                     |
|           |         | 72     | San Jaime de Llierca                                    | San Jaime de Llierca                                                             | N-260z              |
|           |         | 70     | Argelaguer Tortellá                                     |                                                                                  | GI-523              |
|           |         |        | Túnel de Argelaguer (300 m)                             | Túnel de Argelaguer (300 m)                                                      |                     |
|           |         | 69     |                                                         | Argelaguer Tortellá                                                              | N-260z GI-523       |
|           |         |        | El Borró                                                | El Borró                                                                         |                     |
|           |         | 67     | Besalú (oeste)                                          |                                                                                  | N-260               |
|           |         | 65     | Besalú (este) Gerona Beuda                              | Besalú (este) Gerona Beuda                                                       | N-260 C-66 GIV-5234 |
|           |         |        | Figueras 25 Llansá 47                                   | Olot 22 Ripoll 50                                                                | A-26 N-260          |
|           |         |        | N-260 Fin de la autovía del Eje Pirenaico               | A-26 Comienzo de la autovía del Eje Pirenaico                                    |                     |